# Schutzstation Wattenmeer

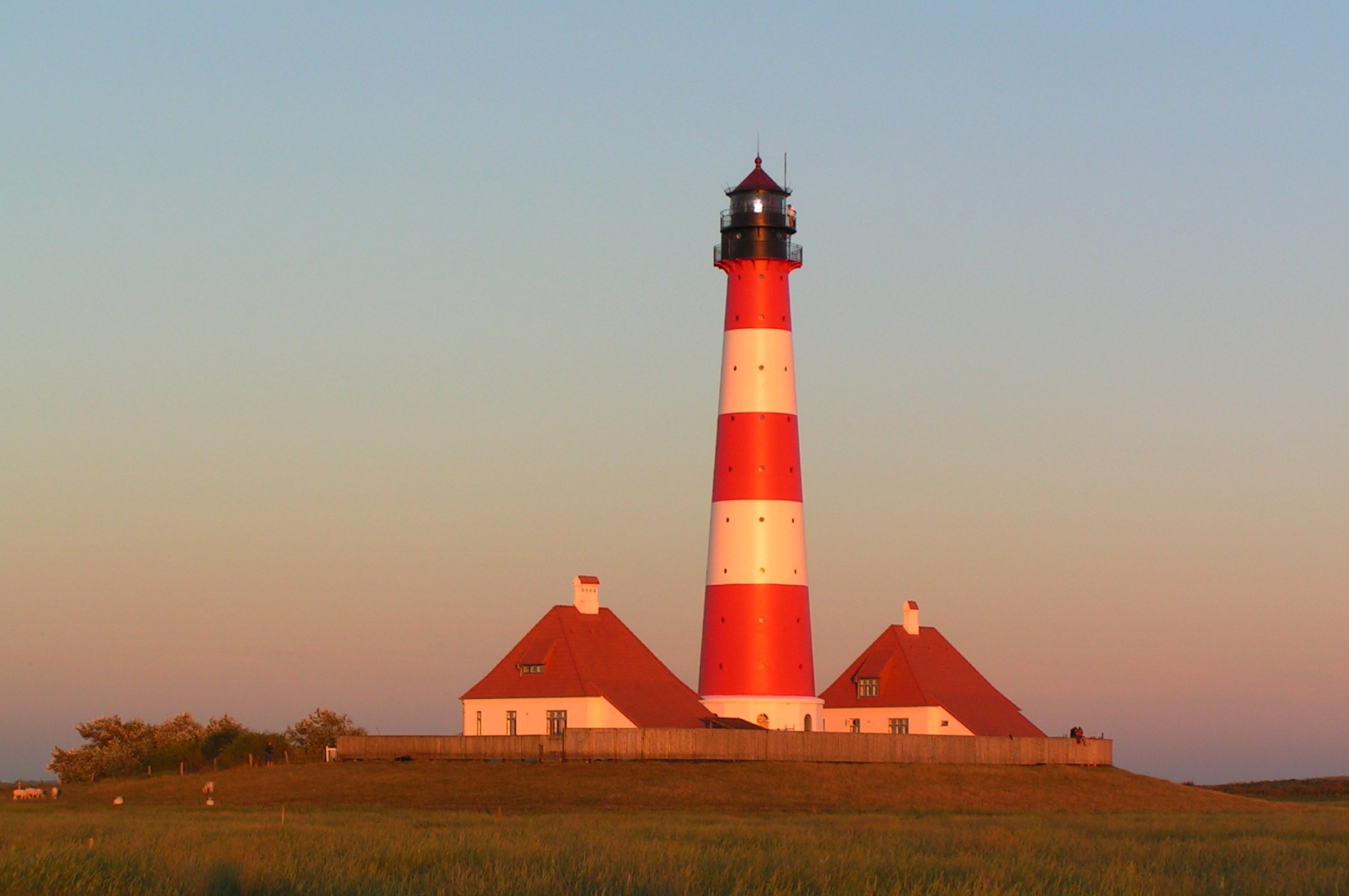
Außenstation der Schutzstation Wattenmeer in Westerhever

Die Schutzstation Wattenmeer ist ein gemeinnütziger Naturschutzverein, der zahlreiche Informationszentren auf den Nordfriesischen Inseln, den Halligen und dem schleswig-holsteinischen Festland unterhält.

## Geschichte

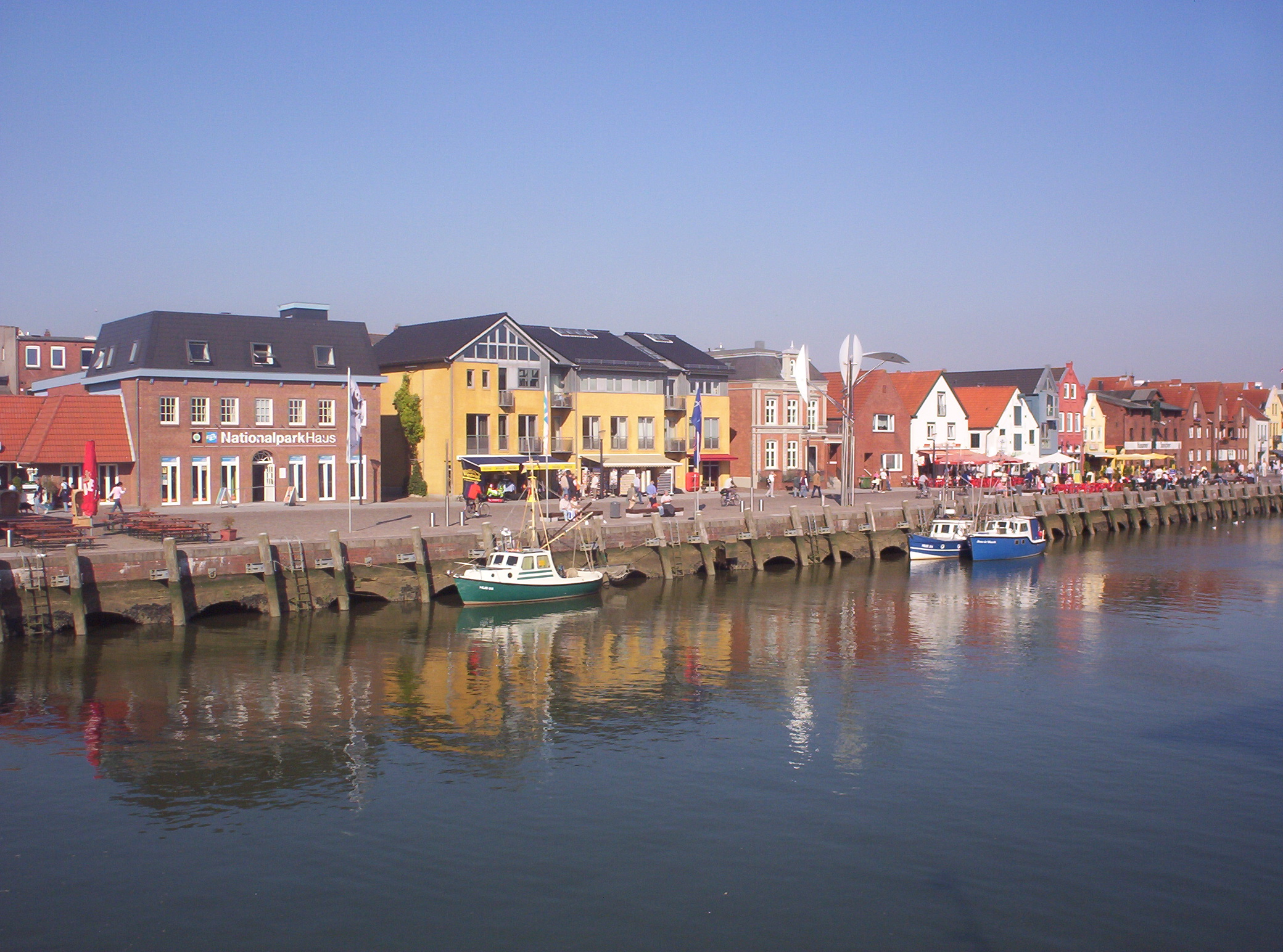
Das Nationalparkhaus in Husum ist gleichzeitig die Zentralstelle der Schutzstation

Der Verein wurde 1962 von Gert Oetken gegründet und ist der betreuende Verein im überwiegenden Teil des Nationalparks Schleswig-Holsteinisches Wattenmeer. Neben einigen hauptamtlichen und vielen ehrenamtlichen Mitarbeitern wird die lokale Naturschutzarbeit von Freiwilligendienstleistenden  (freiwilliges ökologisches Jahr, Bundesfreiwilligendienst (BFD)) getragen. Die Schutzstation Wattenmeer war 1972 bundesweit die erste Dienststelle, die Zivildienstleistende im Umweltschutz einsetzen durfte.

## Zielsetzung
Neben wissenschaftlichen Biomonitoring-Programmen wie Rastvogelzählungen, Spülsaummonitoring und Wattkartierungen ist die Öffentlichkeitsarbeit ein erklärtes Ziel des Vereins. Um Verständnis und Bewusstsein für die Schutzwürdigkeit des Ökosystems Wattenmeer und die Nordsee zu wecken und zu fördern, bietet die Schutzstation Wattenmeer fast ganzjährig Watt-, Salzwiesen- und vogelkundliche Führungen an. Darüber hinaus stehen unter anderem Abendwanderungen und Vorträge zu unterschiedlichen wattenmeerspezifischen Themen auf dem Programm.
Eine Besonderheit stellen die Wattenmeerhaus genannten Seminarhäuser in Westerhever sowie auf den Halligen Hooge und Langeneß (Nationalpark-Seminarhaus Langeneß) dar, in denen Gruppen Seminare mit naturkundlicher Rundumbetreuung buchen können.
Zur Förderung der Arbeit der Schutzstation wurde im März 2009 die Stiftung Schutzstation Wattenmeer gegründet. Im Rahmen der Ringelganstage auf Hallig Hooge ehrt die Schutzstation Wattenmeer jährlich Personen, die sich für den Schutz der Ringelgänse und ihres Lebensraumes einsetzen, mit der Goldenen Ringelgansfeder.
Die jungen Mitarbeiter sind in folgenden Stationen an der Küste eingesetzt:
| Zentrum                                                   | ständige Mitarbeiter (FÖJ oder BFD) |
| --------------------------------------------------------- | ----------------------------------- |
| Wittdün/Amrum                                             | 3                                   |
| Integrierte Station Westküste Beltringharder Koog         | 3                                   |
| Nationalpark-Station Büsum                                | 4                                   |
| Nationalpark-Station „Wattwurm“ im Meldorfer Speicherkoog | 2                                   |
| Friedrichskoog                                            | 3                                   |
| Wyk/Föhr                                                  | 6                                   |
| Hallig Hooge                                              | 5                                   |
| Hörnum/Sylt                                               | 6                                   |
| Nationalparkhaus Husum                                    | 7 (davon zwei Freiwillige vom WWF)  |
| Hallig Langeneß                                           | 4                                   |
| Nordstrand                                                | 2                                   |
| Pellworm                                                  | 3                                   |
| Puan Klent/Sylt                                           | 1                                   |
| Rantum/Sylt                                               | 3                                   |
| St. Peter-Ording                                          | 7                                   |
| Leuchtturm Westerheversand                                | 3                                   |

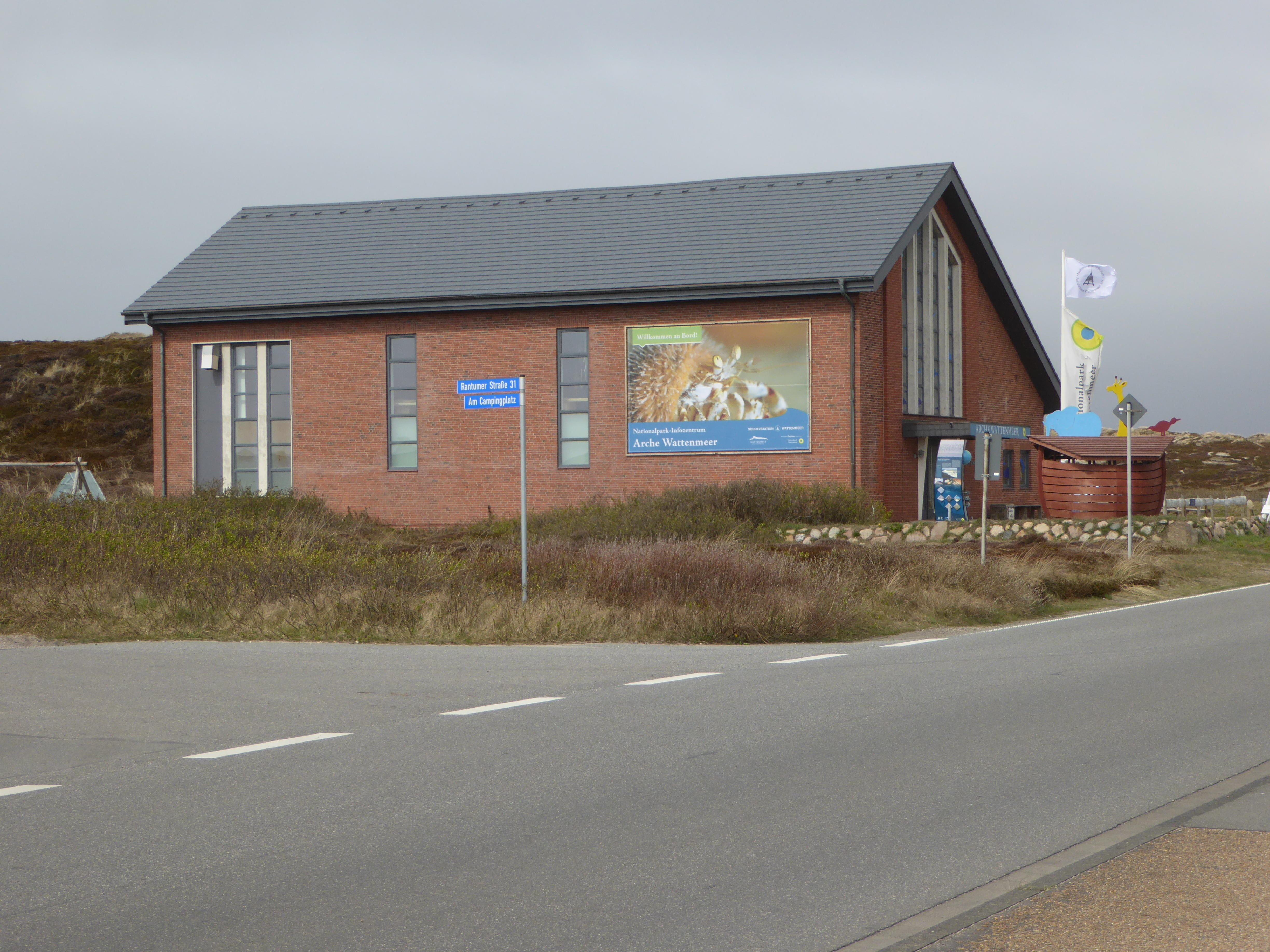
Die Arche Wattenmeer in Hörnum auf Sylt wird von der dortigen Außenstelle betreut

In Keitum und Morsum auf Sylt ist im Sommer zudem jeweils ein Vogelwart für die Schutzstation vor Ort aktiv.
Die Stationen Nordstrand und Westerhever veröffentlichen jeweils einen eigenen Newsletter, die „Nordstrander Flaschenpost“ beziehungsweise den „Talk am Turm“, die jeweils kostenlos per E-Mail abonniert werden können.